# Federlappen
Federlappen (auch Federspiele) waren, und sind in abgewandelter Form auch heute, Hilfsmittel bei der Lappjagd. Sie bestehen im ursprünglich wörtlichen Sinne aus Bündeln von jeweils zwei oder drei langen Schwingenfedern von Schwan, Gans oder Ente, die in regelmäßigen Abständen (meist etwa 1 m oder weniger) an eine Leine genäht und bei der Drück- oder Treibjagd den Schützen abgewandte Seiten des bejagten Bereichs begrenzen und durch ihre Farbe und Bewegung das Wild abschrecken und somit im bejagten Bereich zurückhalten sollen.

## Varianten
Bereits die Römer nutzten das sogenannte Blendzeug, bestehend aus einem langen, aus Flachs oder Hanffaser angefertigten Seil, an dem hellschimmernde, weiße und rote Federn befestigt waren.

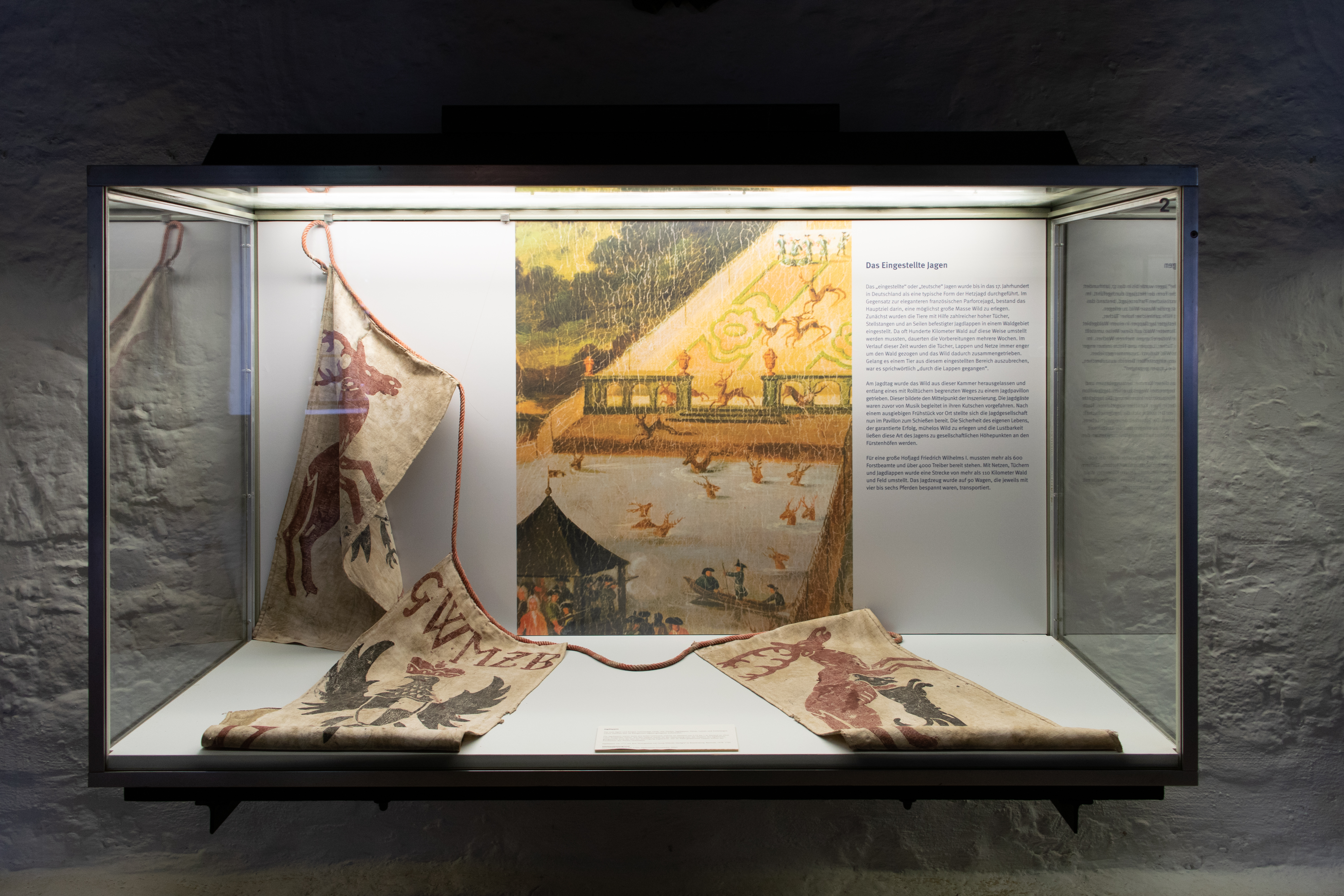
Jagdlappen im Jagdschloss Grunewald

Eine Variante der Federlappen waren Tuchlappen, die aus an eine Leine genähten langen, schmalen Streifen Tuch bestanden und durch ihre Bewegung das Wild ebenfalls abschreckten. Eine weitere, meist regionale Abwandlung der Tuchlappen war das Flintern. Dabei wurden gespaltene, dünne Schindelbrettchen von etwa 15 cm Breite und 30 cm Länge mit starkem Bindfaden durch Löcher am oberen Rand aufgefädelt und etwa alle 30 cm an der Leine befestigt.
Verwendung finden heute auch industriell hergestellte Lappen in allerlei Farben und Ausführungen, wie man sie von Geburtstags- und Festgirlanden kennt, ebenso rotweißes oder blauweißes Absperrband aus Papier oder aus dünner Kunststofffolie.

## Sprichwort
„Durch die Lappen gehen“ im Sinne von „entkommen, entgehen“ ist eine aus der Jägersprache entlehnte und seit dem 18. Jahrhundert belegte Redensart. Sie verweist darauf, dass immer wieder einige Tiere die Absperrung durchbrechen und somit buchstäblich „durch die Lappen gehen“. Daher sagt man auch von jemandem, der entwischt oder glücklich davongekommen ist, er sei „durch die Lappen gegangen“.